# 东关镇 (永春县)
东关镇，是中华人民共和国福建省泉州市永春县下辖的一个乡镇级行政单位。

## 行政区划
东关镇下辖以下地区：
东华社区、龙坑社区、北硿社区、南美村、内碧村、外碧村、东关村、东美村、溪南村、美升村、山城村和金城村。